# シュプレーヴァルト

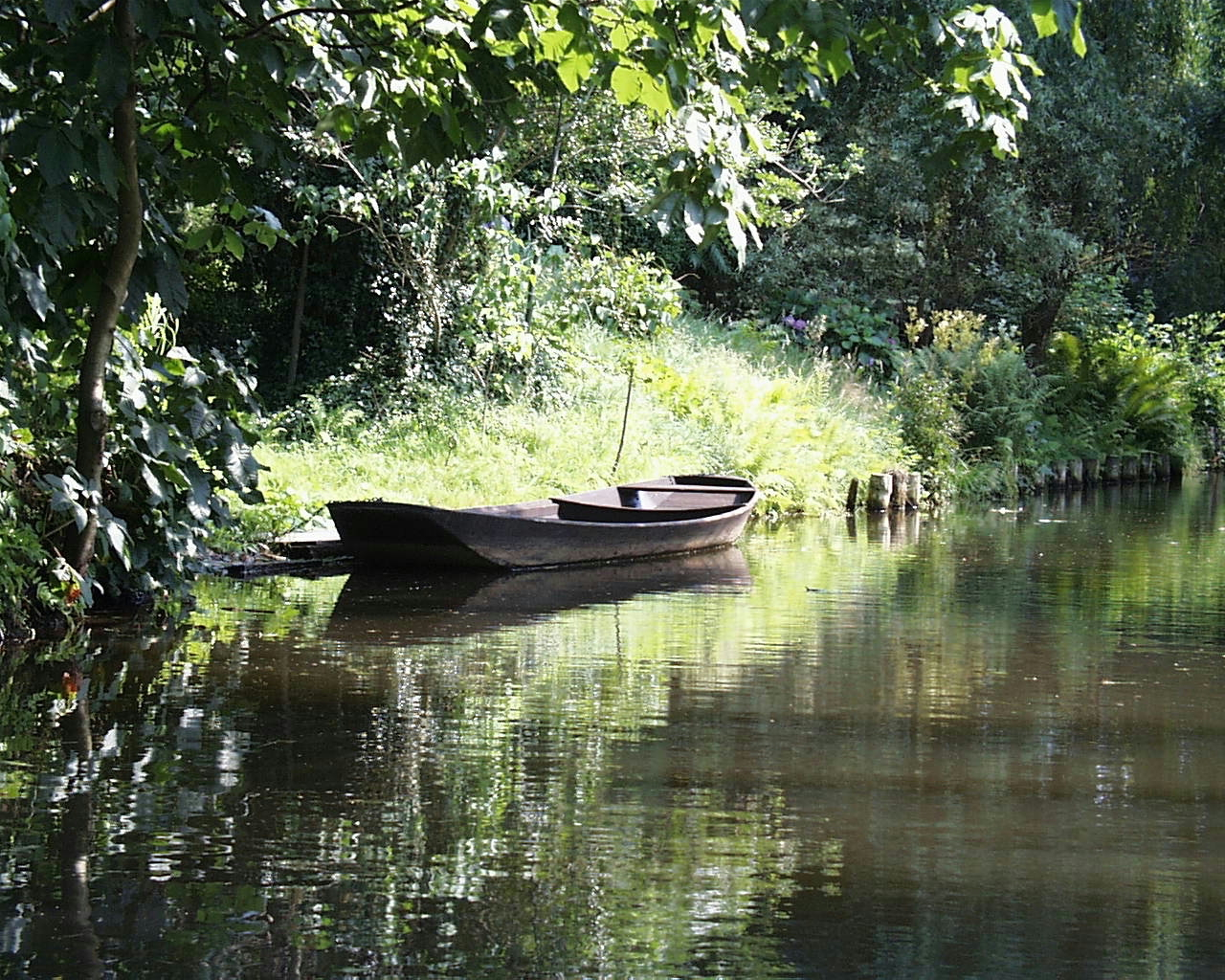
シュプレーヴァルトに典型的な

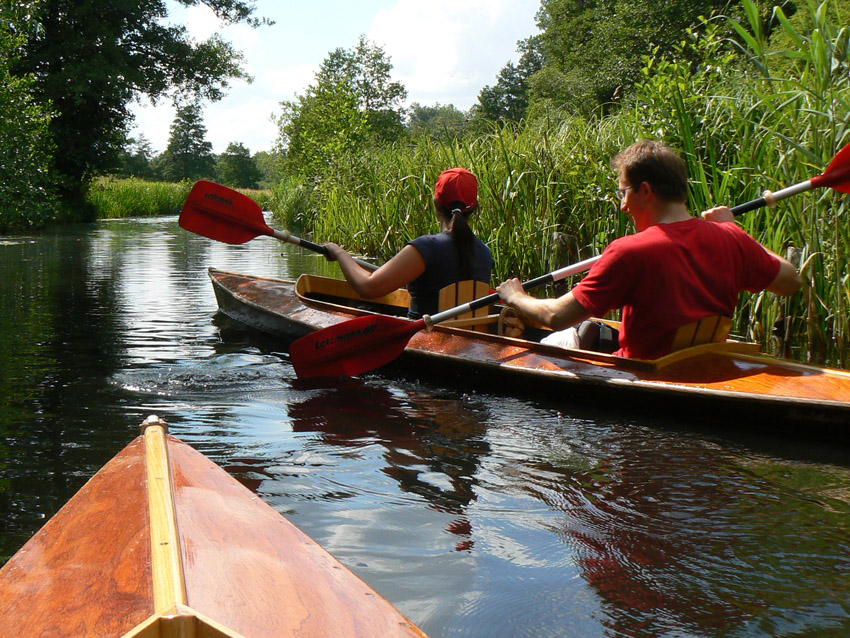
ベダルボート、カヤック

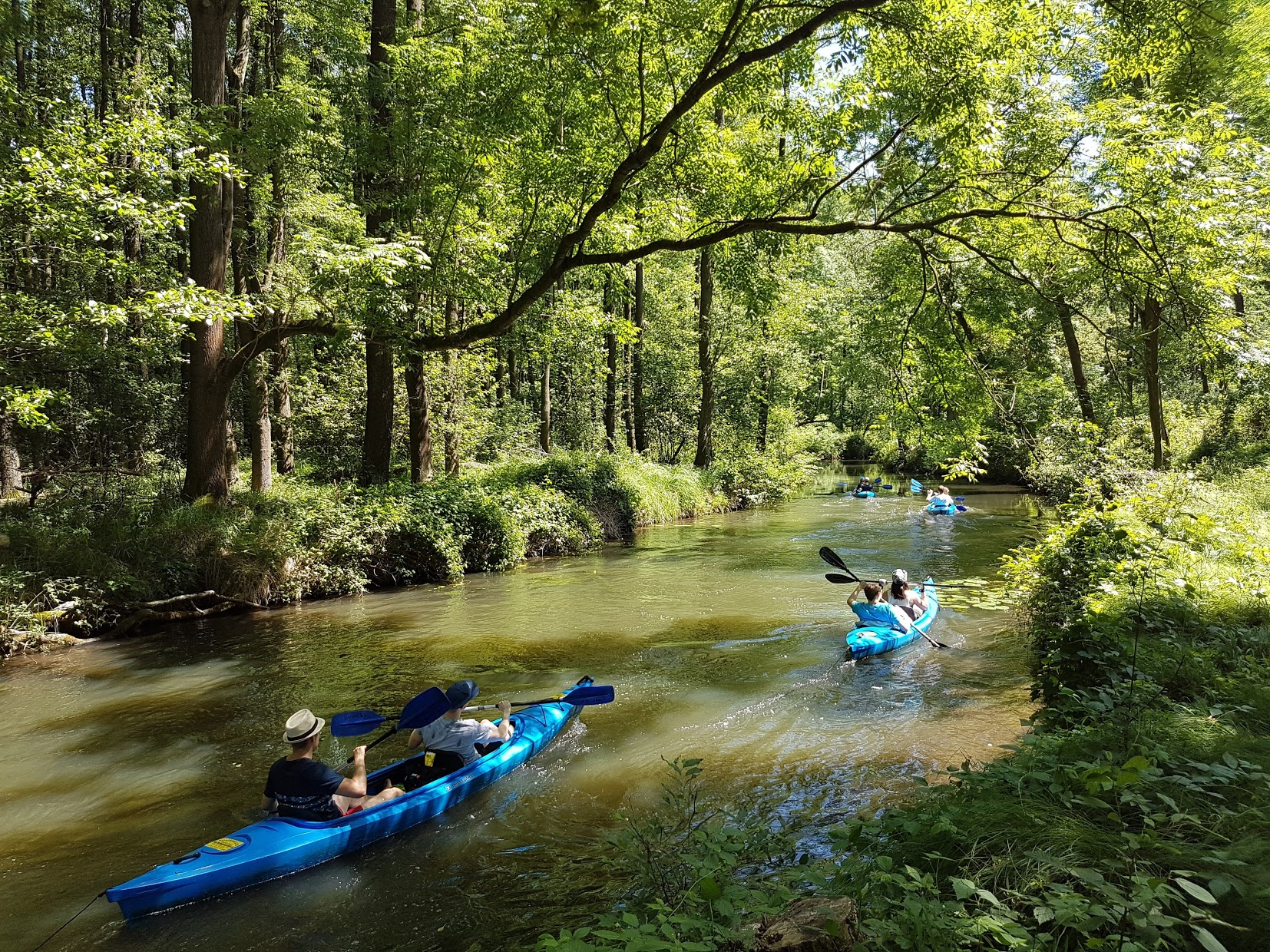
ホーホヴァルトの運河、ブルク付近のシュプレーヴァルト

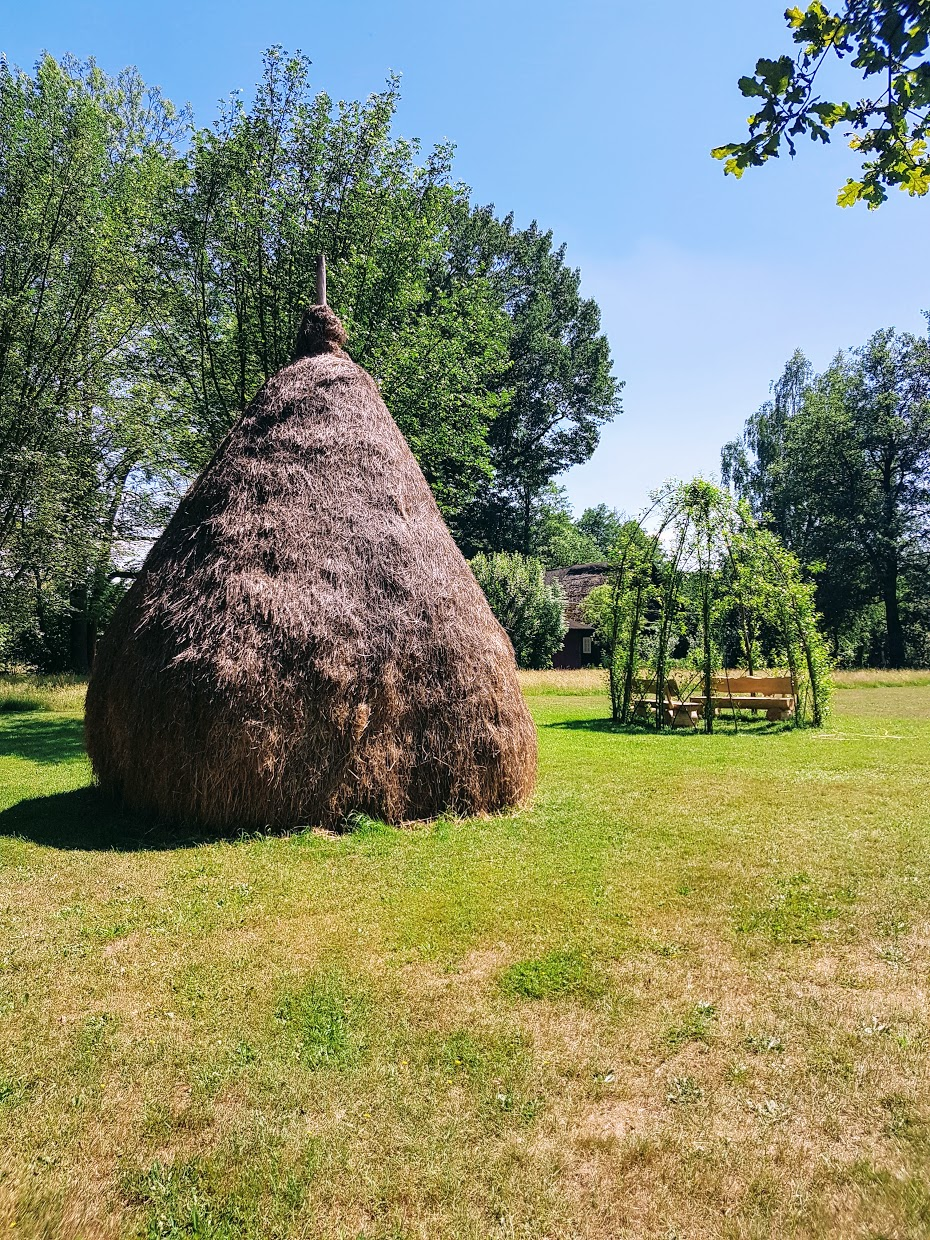
シュプレーヴァルトでの積み上げた干し草、「stog」ともいわれる

シュプレーヴァルト（ドイツ語: Spreewald,  低地ソルブ語: Błota「湿地」の意）は、ドイツ、ブランデンブルク州の南東に広がる低地、また歴史的な文化的景観である。内陸デルタに自然に枝分かれするシュプレー川の流れが主な特徴となっており、これは複数の運河によってさらに広がりを見せている。氾濫原、また泥炭地としての景観は、自然保護の面でもドイツ全国で重要であり、またユネスコの生物圏保護区として保護されている。
文化的景観としてのシュプレーヴァルトを特徴づけるのがソルブ人である。この地域はブランデンブルク州で最も有名で人気のある観光地の一つである。

## 地理

### 構成

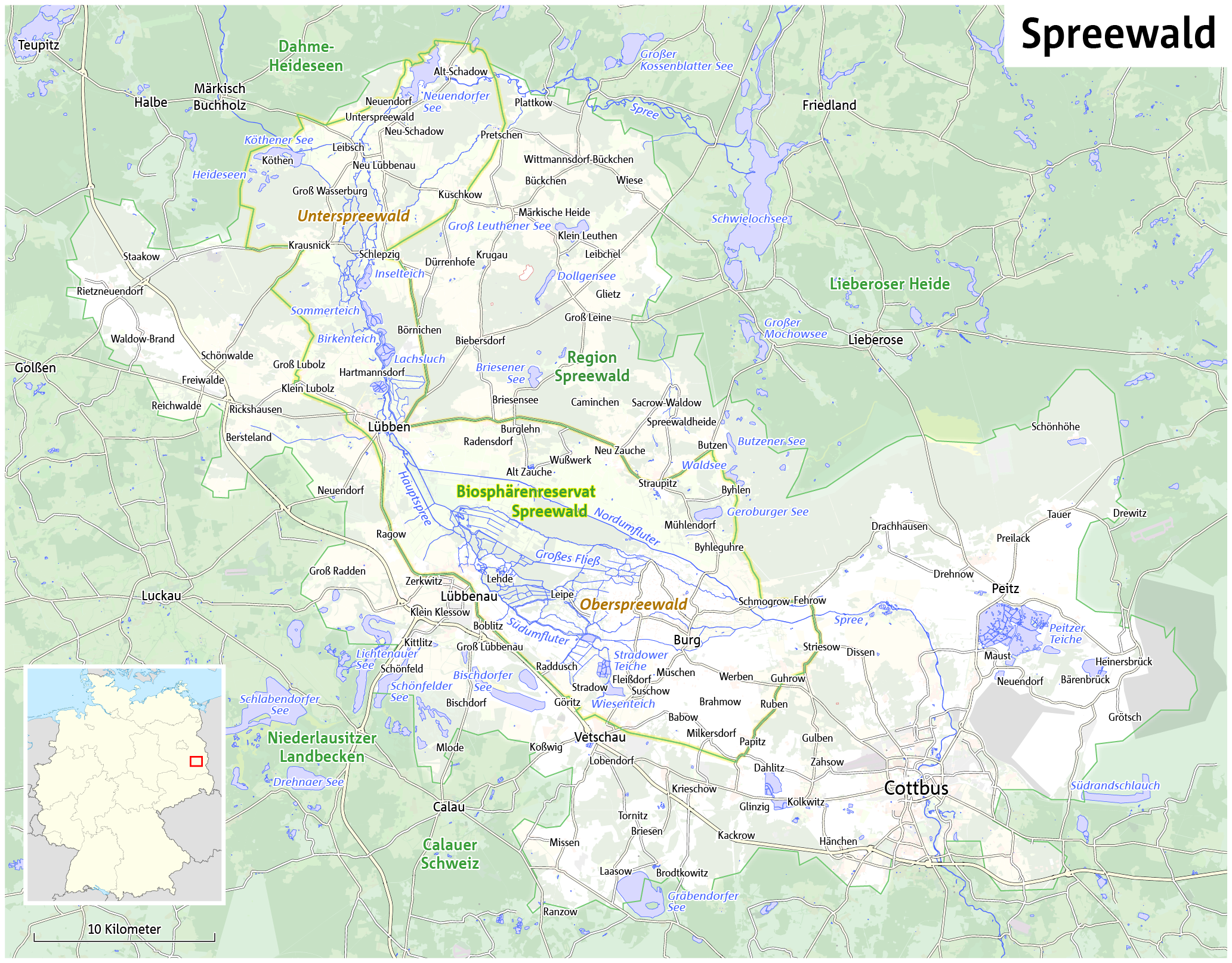
シュプレーヴァルトの地図

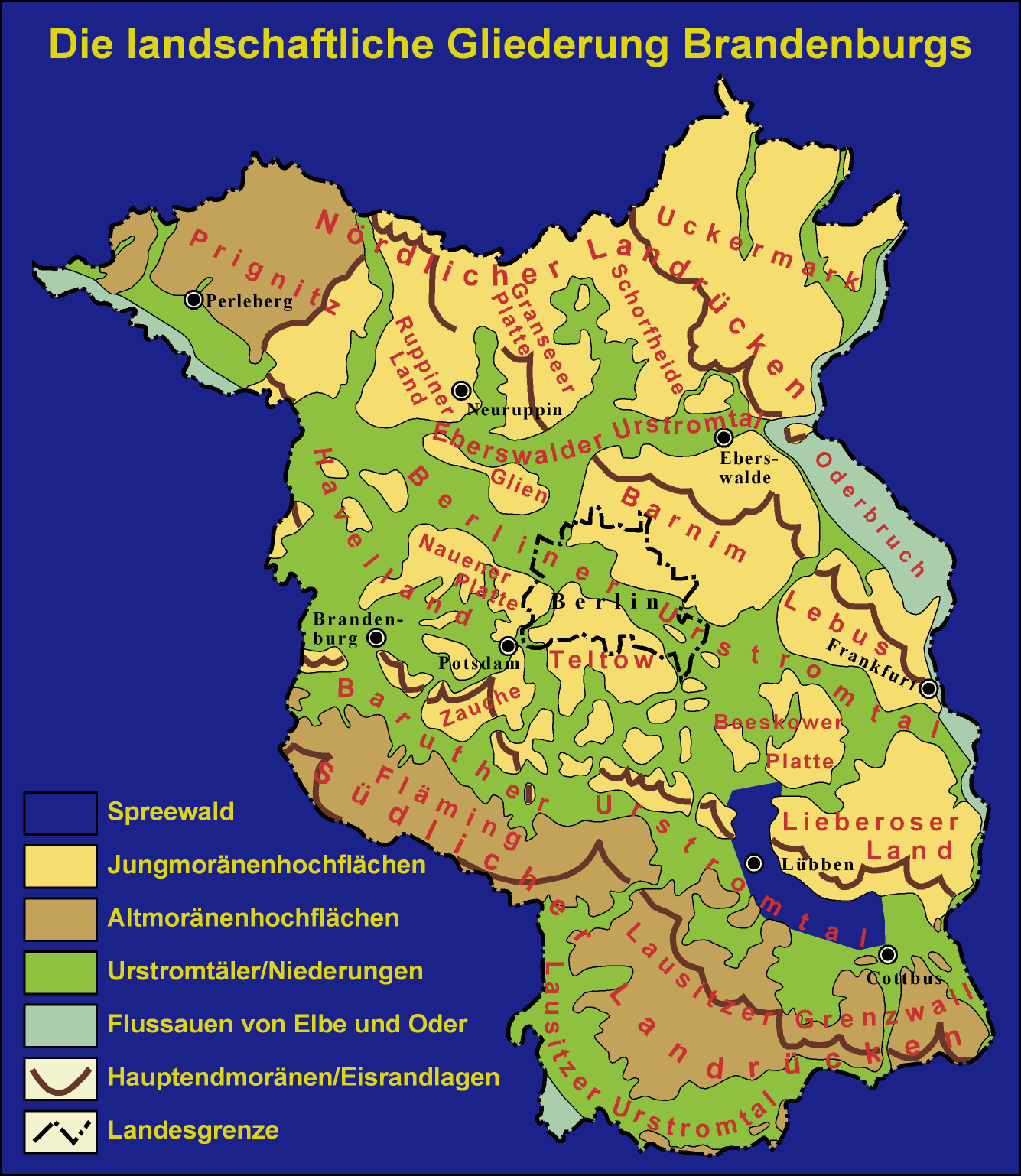
ブランデンブルク州でのシュプレーヴァルトの位置（青色）

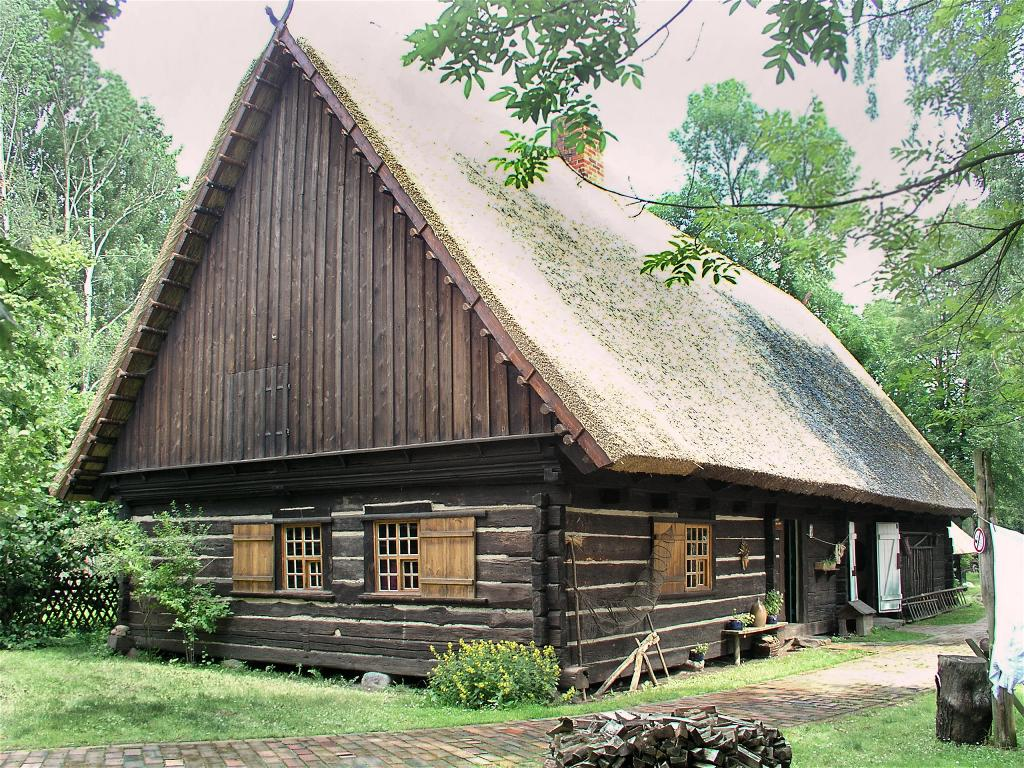
にある昔ながらのシュプレーヴァルトの家 (Spreewaldhaus)

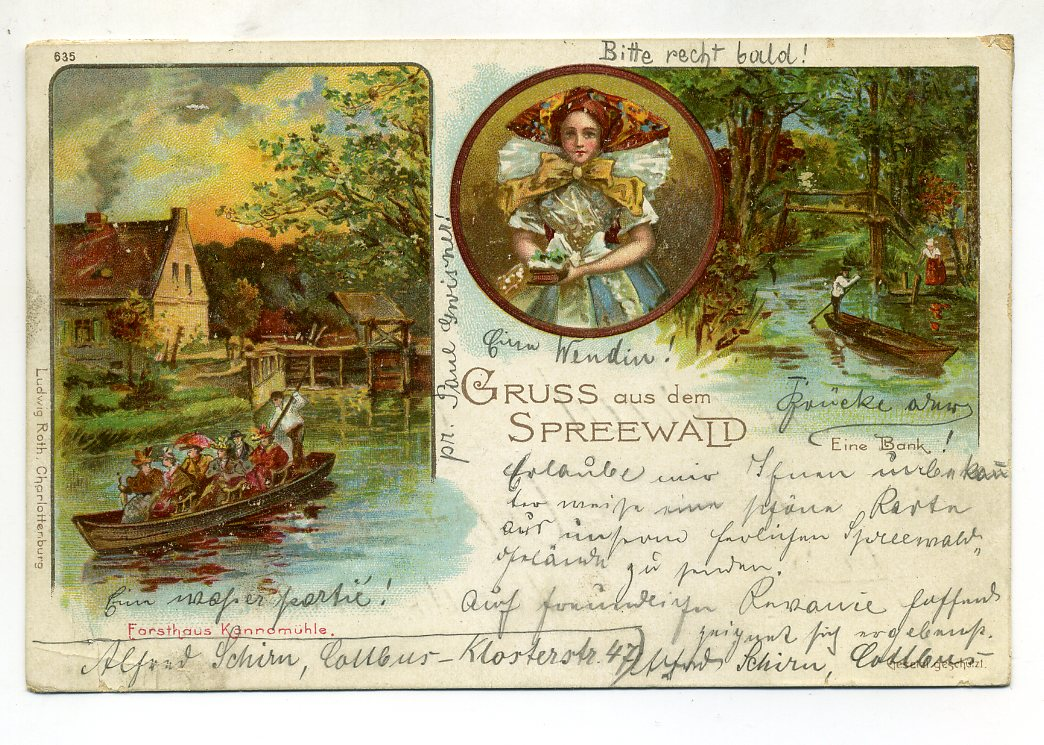
「シュプレーヴァルトよりご挨拶」。絵葉書、1899年

シュプレーヴァルトは、シュプレー＝ナイセ郡、ダーメ＝シュプレーヴァルト郡、オーバーシュプレーヴァルト＝ラウジッツ郡に広がっている。シュプレーヴァルトは、南部では範囲の広いオーバーシュプレーヴァルト、北部では範囲の小さなウンターシュプレーヴァルトに分かれる。これら2つの景観をくぐり、シュプレー川は都市リュッベン内の短い区間で合流する。

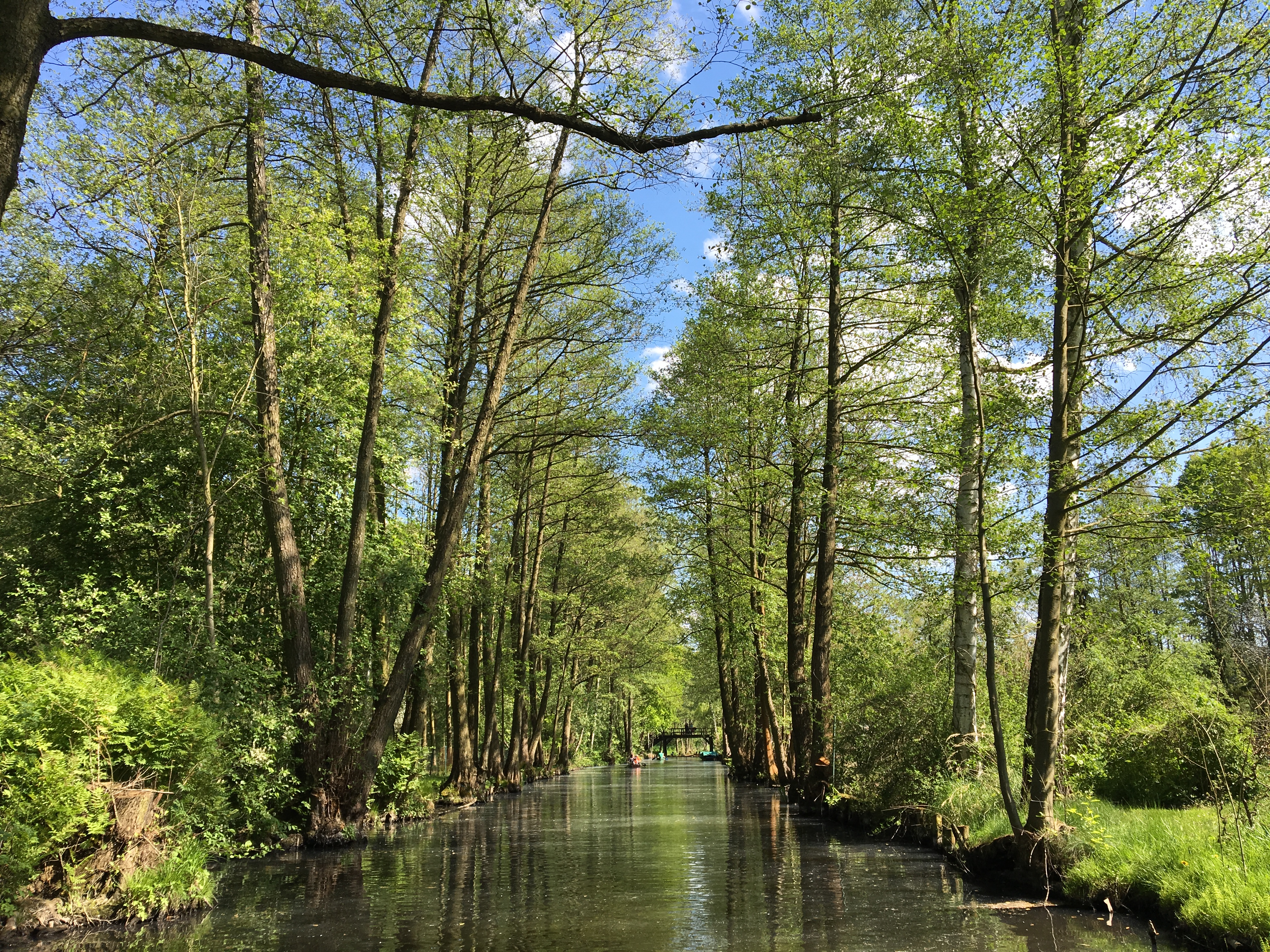
シュプレーヴァルトの運河

シュプレーヴァルトの南側の境界をなすのがラウジッツァー・グレンツヴァル（丘陵）である。シュプレーヴァルトからさらに南側にある主に標高の高い部分までは、その変化はなだらかなものにとどまる。北部では、乾燥したリーベローザー・ハイデ（原野）へと至る部分が、景観が目に見えて変化する境界となっている。オーバーシュプレーヴァルトの東西の境界はやや不明瞭であるが、バールート原流谷が続いているためである。現在、東側ではコトブス・ノルト露天鉱が人工の境界となっている。ウンターシュプレーヴァルトは、西部ではクラウスニッカー・ベルゲ（山）が、東部ではマリーエンベルク（Marienberg）が目に見える景観の境界となっている。規模が小さなウンターシュプレーヴァルトは、オーバーシュプレーヴァルトとは異なり、低地を全て埋め尽くすには至らず、西部のみとなっている。一般にシュプレーヴァルト北側の境界と見なされているのが、ノイエンドルファー・ゼー（湖）である。しかし川の分岐は、数km東に進んだところになって終わり、ここでシュプレー川の本流にプレチェナー・シュプレー川（Pretschener Spree）が合流する。

### 地質と地形
現在の景観は、ブランデンブルク州全域と同じく、現在の氷河時代に形成された。南側に続くラウジッツァー・グレンツヴァルの高い部分を形成したのは、直近から二番目の氷の前進、【仮訳】ザーレ・コンプレックスである。シュプレーヴァルト、また北方に続く地域は、この直後のヴァイクセル氷期に形成されている。そのためシュプレーヴァルトは【仮訳】新モレーン地域の最南端に属している。ウンターシュプレーヴァルトが完全に直近の氷床で完全に覆われている間、オーバーシュプレーヴァルトの氷が南方に最大の広がりを見せた。しかしながら、この前進の影響はわずかであったため、表面上に目に見える痕跡はない。北側のリーベローザー・ハイデ、クラウスニッカー・ベルゲになってはじめて、 ターミナルモレーン、外縁堆積原とともに、【仮訳】氷河シリーズの典型的要素が見られるようになる。
オーバーシュプレーヴァルト自体は、全域がバールート原流谷内にある。この原流谷は、内陸の氷が溶けた水を西に放出した。これに対してウンターシュプレーヴァルトは、【仮訳】中間原流谷内にあり、バールート原流谷が融水を北に放出した時に成立した。その原因は、連続するターミナルモレーンの空隙、後背地の低さにあると考えられている。原流谷と北に続く渓谷は、いずれも大量の砂からできている。ライペ付近にのみ、ザーレ氷期に由来する島のような漂礫土がある。原流谷に位置しているため、シュプレーヴァルトの景観は極端に平坦であり、ほぼテーブル状である。内陸砂丘は融水が枯渇した後に吹き飛ばされた砂によるものである。いくつかのこういった砂丘のみが、特にリュッベンとウンターシュプレーヴァルトで起伏となっている。やや高く、したがってモレーンが形成されていない地域はカウペと呼ばれている。
シュプレー川はやや小さな河川だが、現在では広い低地を通って流れている。しかしこの低地は、シュプレー川ではなく、原流谷のはるかに大きな融水がつくりだしたものである。そのため高低差は極端に小さい。コトブスとノイエンドルファー・ゼー（湖）の間は、距離は70 kmだが高低差はわずか15 mである。
氷河期後の時代に、シュプレー川は当初は蛇行して流れ、現在のシュプレーヴァルト地域を流れるような分岐する川ではなかった 。特徴的な分岐する河道は専門用語では「網状河道」と呼ばれるが、この形成によってはじめて現在の景観が生まれたのである。これに伴い泥炭地が拡大し、またシュプレーヴァルトでクロック（Klock）と呼ばれる沖積ロームが形成された。しかし、枝分かれする河川についての厳密な原因やその成立年代は、いまなお十分に解明されていない。

### 土地
シュプレーヴァルトの大部分は、豊富な地下水の影響を受けた土地（水成土壌）、沼沢土壌から成る。幾分高く、洪水の届かないところでは、グライが特に見られ、多くは褐色土壌への変化の途上にある。シュプレーヴァルトの東部には洪水の影響を受ける平地があり、ここではベガが加工されているが、その大部分はグライ土壌に変化する途上にある。  これよりも低いが、まだ泥炭地となっていない平地では、亜泥炭グライ、泥炭グライが見られる。特にオーバーシュプレーヴァルトの西部、またウンターシュプレーヴァルトでは、泥炭地、ここでは沼沢地が広がっている。ここでは、広い区間にわたり前述のグライ土壌とベガ土壌が互いに食い込むかたちで分布している。シュプレーヴァルトの泥炭地はほぼ全域で、地下水位の低下による土壌化が進んでいる。

### 気候
シュプレーヴァルトは、ブランデンブルク州全域と同じく、西ヨーロッパの海洋性気候が東ヨーロッパの大陸性気候に変わる地域に位置する。シュプレーヴァルトは、北部と南部の周辺地域に対して低い位置にあり、そのため気候の特徴は、低地に典型的なもので、特に放射冷却として現れる。
リュッベナウの観測所では、最も寒い月は1月で、平均気温は-0.7 °C、最も暑い月は7月でおよそ18.2 °Cである（1901年から1950年）。年平均気温は、およそ8.5 °Cである。低地に位置することから、霜の影響を受けやすく、放射冷却時には冷気が滞留することがある。そのためシュプレーヴァルトでは、周辺地域に比べて霧が発生することが非常に多い。
シュプレーヴァルトの年平均降水量は、ほとんどの年で550 mm未満であり（グロース・ルボルツ観測所では521 mm, 1891年から1930年）、夏の最高気温と、冬と年始の最低気温にはっきりと違いが見られる。しかし、比較すると高い位置にある周辺地域では、合計降水量が550 mmとあまり差がない。その原因としては、標高に大差がないことが挙げられる。シュプレーヴァルト周辺で標高が100 mを超えるのは例外的である。西部に位置するクラウスニッカー・ベルゲは、最高でも標高が144 mと、雨蔭となるには小さい。その上、オーバーシュプレーヴァルトに位置するバールート原流谷は、西北西から東南東に走っている。これは降水地域が数多く連続する地域と重なり、そのため雨蔭ほとんど形成されることがない。

### 水文学
多くの自然河川と人工の運河の総延長は970 km以上となる。

## 集落

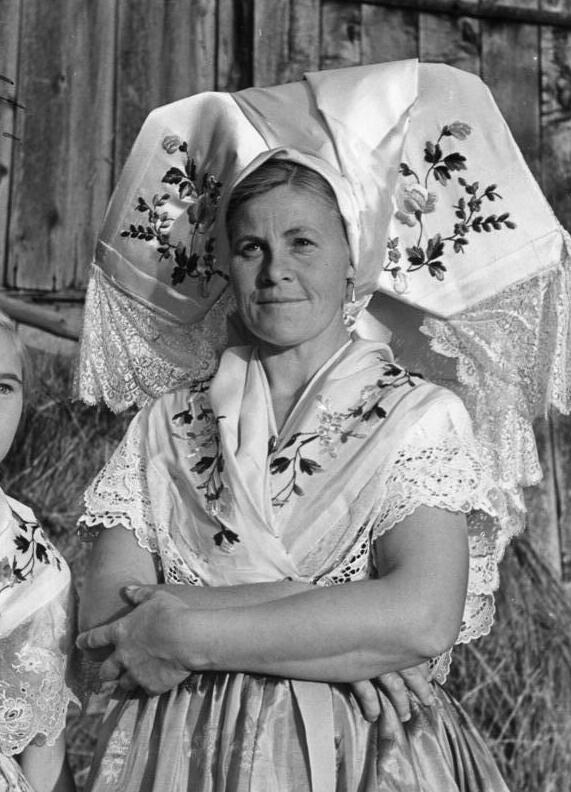
ヴェンド人の、1948年頃

総面積：3,173 km²。内、農村地域およそ2,800 km²
人口：およそ28万5,000人。内、農村地域およそ10万3,000人
人口密度：84.9 人/km²。内、農村地域およそ37 人/km²
- アルト・ツァウヘ＝ヴスマルク（ドイツ語版）
- バーボウ（ドイツ語版） （自治体 コルクヴィッツ（ドイツ語版））
- ブルク (シュプレーヴァルト)（ドイツ語版）
- ビューレグーレ＝ビューレン（ドイツ語版）
- リュッベン (シュプレーヴァルト)（ドイツ語版）
- リュベナウ/シュプレーヴァルト（ドイツ語版）
  - レーデ（ドイツ語版）
  - ライペ（ドイツ語版）
  - ボーブリッツ（ドイツ語版）
- ノイ・ツァウヘ（ドイツ語版）
- ラドゥシュ（ドイツ語版）
- シュトラウピッツ (シュプレーヴァルト)（ドイツ語版）
- シュレープツィヒ（ドイツ語版）
- フェッチャウ/シュプレーヴァルト（ドイツ語版）

## シュプレーヴァルト独特の郵便配達

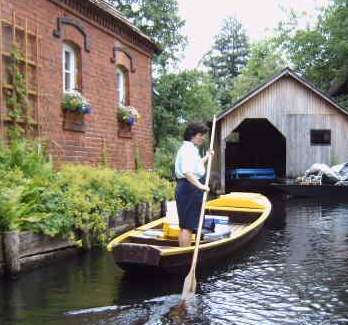
水路を使った郵便配達、レーデ

郵便は、4月から10月までリュベナウではレーデ地区まで水路を使って配達される。配達員は黄色の郵便小舟を使用するが、船外機ではなく、水竿を使って舟を進める。竿はセイヨウトネリコ製で長さは4 m以上、外見は非常に細身の櫂に似ている。竿が刺さって抜けなくなるか、折れる危険があるため、各舟には少なくとも1本以上の予備が積まれている。

## 経済圏
シュプレーヴァルトは、観光地として、また自然・有機農業産品でドイツ全国でその名を知られている。そのためシュプレーヴァルトの範囲を確定するのは、観光と経済の分野では地理に比べて非常に難しいものとなっている。著名度があり、またこれがもたらす利益のために、観光、経済分野での「シュプレーヴァルト」は、自然領域としての本来のシュプレーヴァルトの境界から離れていく一方である。特のこの地方の食品産業向けに「シュプレーヴァルト経済圏」が創設されたが、これは本来のシュプレーヴァルトよりもはるかに広くなっている。この経済圏は、EU域内で地理的表示として保護されている。保護の導入以前には、食品の「シュプレーヴァルト」の表示をめぐって訴訟が繰り返されてきた。いわゆる「キュウリ戦争」は人々の耳目を集めた。

## 観光小舟
観光小舟は、特に以下の場所から発着している。
- リュベナウ/シュプレーヴァルト（ドイツ語版）（Großer Kahnhafen, Kleiner Kahnhafen）※Kahnhafen＝舟着き場
- リュッベン (シュプレーヴァルト)（ドイツ語版）
- シュレープツィヒ（ドイツ語版）
- ブルク (シュプレーヴァルト)（ドイツ語版）
- レーデ（ドイツ語版）
- ノイ・ツァウヘ（ドイツ語版）

1933年には6万1,000人が小舟を利用している。1950年頃の利用客は40万人を数え、1975年までには150万に増加したが、内20％は当時の国外からであった。1980年代中頃には年間およそ300万人と最高記録を達成したが、2018年ではほぼ100万人となっている。

### 自然保護と危機

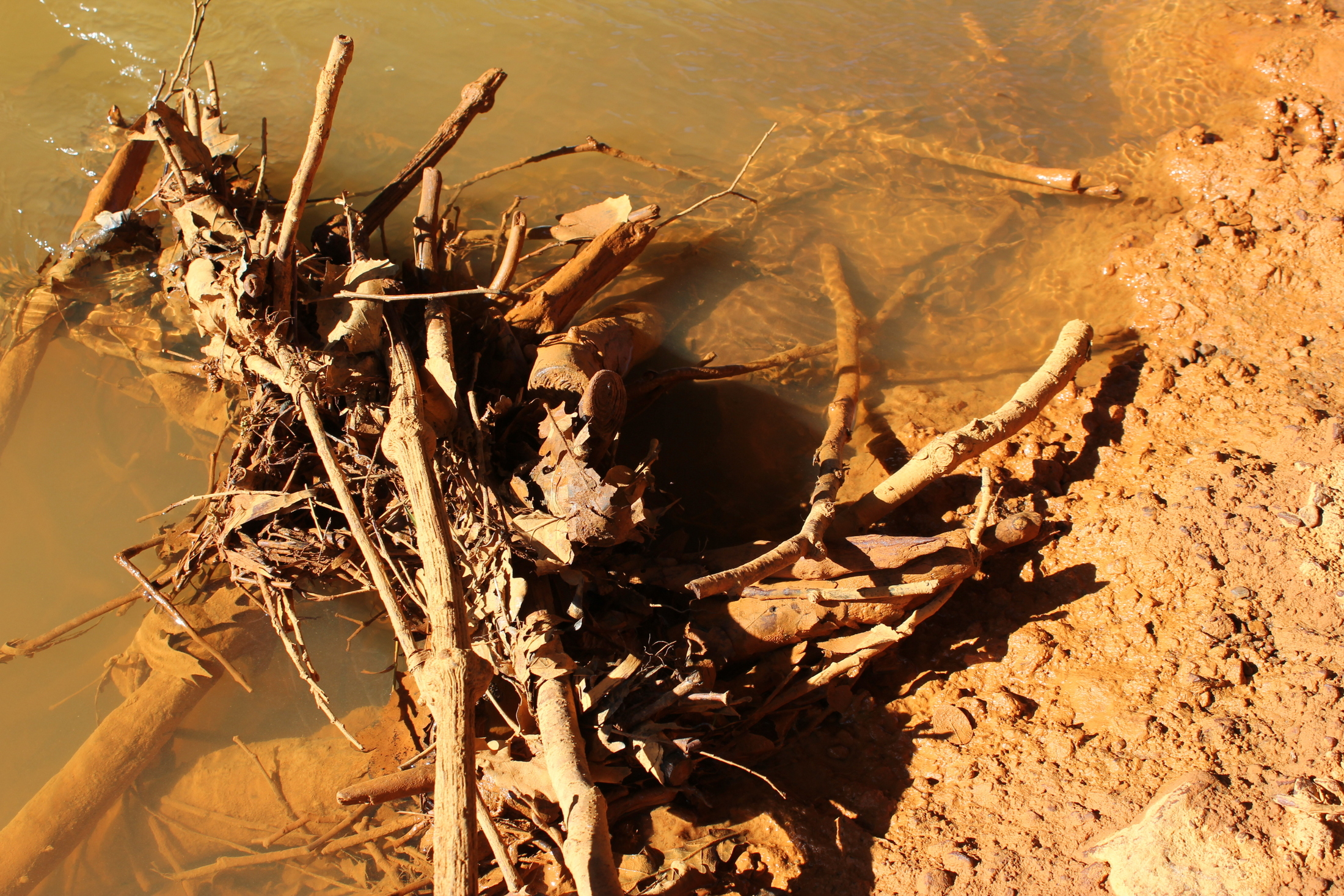
鉄赭土による害にさらされるシュプレー川、シュプレーヴァルト上流の

シュプレーヴァルトに生息する動植物は1万8,000種にも上る。1991年にはユネスコから生物圏保護区に登録されている。
830種の蝶類、113種の貝類・カタツムリ、18種の両生類・爬虫類が確認されている。48種のトンボ、36種の魚類、の45種の哺乳類、138種の繁殖鳥が数えられる。この多様性は生物圏保護区内に多彩なビオトープ・タイプが存在するためである。この他にもハンノキ属など様々な森林生態系が存在し、コウノトリ、ツル、オジロワシの営巣地となっており、ヨーロッパスズガエル、ヨーロッパビーバー、ユーラシアカワウソ、トンボ、ヨーロッパヤマカガシなどが生息している。開けた地に棲息する生物は、スゲ属、モウセンゴケ属、ランの生える草原、シログワイの湿地、畑、ヤナギの木、果樹に見られる。タシギ、ダイシャクシギやタゲリといった湿地の野鳥、古い木の穴に巣をつくるヤツガシラ、またシュバシコウ、ウミワシも見られる。また、東部のパイツ近郊のパイツァー・タイヒゲビートはラムサール条約登録地である。
シュプレーヴァルトは、特にラウジッツ褐炭採鉱区からの汚染物質の流入で危機にさらされている。褐炭露天鉱で水酸化鉄を洗い流すが、そのため毎日数トンの鉄赭土スラッジがシュプレー川や他の水域に流れ込み、河川の動植物を毒しつつある。また硫酸塩の含有度も高い。被害を受けた川のなかでも特にヴードリッツ川は「死の川」となっている。